# Bureau de sécurité publique
Dans la République populaire de Chine, le bureau de sécurité publique (PSB) (chinois : 公安局 ; pinyin : Gōng'ānjú) se réfère aux bureaux gouvernementaux qui contrôlent la police, la sécurité publique et l'ordre social, mais aussi les problèmes comme l'enregistrement de résidence, de même que l'immigration et les voyages des étrangers. Chaque province et chaque municipalité en Chine (excluant Hong Kong et Macao) a une branche de PSB. 
De tels bureaux existent aussi à l'étranger, destinés officiellement à faciliter les démarches administratives des Chinois expatriés, mais suspectés de surveiller ou de rapatrier les membres de la diaspora chinoise,,.